# Pantauc d'Aloros
Pantauc (grec antic: Πάνταυχος, llatí: Pantaucus), fill de Nicolau, fou un militar macedoni nadiu d'Aloros. Va viure entre els segles IV i III aC.
Al servei d'Alexandre el Gran va ser un dels nomenats per dirigir un trirrem en el descens de l'Indus l'any 327 aC, segons que diu Arrià. Encara que abans no havia estat esmentat, és segur que ja tenia una certa reputació per assolir aquest comandament.
Va servir després amb Antígon el Borni i amb Demetri Poliorcetes. L'any 289 aC va ser designat per defensar Etòlia contra Pirros de l'Epir. Quan el rei epirota es va acostar Pantauc li va presentar batalla, però va ser derrotat. El general va resultar ferit i el van treure fora del camp de batalla, i el seu exèrcit va romandre totalment desfet. Probablement va morir de les ferides, atès que no torna a ser esmentat. En parla Plutarc.